# Metabolisme dels carbohidrats
El metabolisme dels carbohidrats o metabolisme dels hidrats de carboni és el conjunt dels processos bioquímics responsables de la formació, la descomposició i la interconversió dels carbohidrats en els organismes vius.
Els hidrats de carboni són fonamentals per a moltes vies metabòliques essencials. Les plantes sintetitzen hidrats de carboni a partir de diòxid de carboni i aigua a través de la fotosíntesi, cosa que els permet emmagatzemar l'energia absorbida de la llum solar internament. Quan els animals i els fongs consumeixen plantes, utilitzen la respiració cel·lular per descompondre aquests hidrats de carboni emmagatzemats i posar l'energia disponible a les cèl·lules. Tant els animals com les plantes emmagatzemen temporalment l'energia alliberada en forma de molècules d'alta energia, com ara el trifosfat d'adenosina (ATP), per utilitzar-les després en diversos processos cel·lulars.
Els humans poden consumir una varietat d'hidrats de carboni, la digestió descompon els hidrats de carboni complexos en monòmers simples (monosacàrids): glucosa, fructosa, manosa i galactosa. Després de l'absorció a l'intestí, els monosacàrids es transporten, a través de la vena porta, al fetge, on tots els monosacàrids que no són glucosa (fructosa, galactosa) també es transformen en glucosa. La glucosa (sucre en sang) es distribueix a les cèl·lules dels teixits, on es descompon mitjançant la respiració cel·lular, o s'emmagatzema com a glicogen. En la respiració cel·lular (aeròbica), la glucosa i l'oxigen es metabolitzen per alliberar energia, amb diòxid de carboni i aigua com a productes finals.

## Vies metabòliques
- Glicòlisi
- Gluconeogènesi
- Glicogenòlisi
- Glicogènesi
- Via de la pentosa fosfat
- Metabolisme de la fructosa
- Metabolisme de la galactosa